# Geoffrey Squires
Geoffrey Squires, né le 16 novembre 1942 à Derry (Irlande du Nord), est un poète nord-irlandais.

## Biographie
Après un diplôme d’anglais à Cambridge, il obtient un doctorat de psychologie éducative à Édimbourg. Il travaille durant plusieurs années dans diverses universités en Iran, en France et aux États-Unis. Il obtient une bourse d’écrivain du Arts Council en 1977. Il enseigne également à l’université de Sussex au Royaume-Uni, avant de prendre un poste permanent à l’université de Hull. Il intervient également pendant longtemps pour le compte de l’OCDE en tant que consultant. Il est désormais retraité.
Son œuvre poétique, saluée notamment par le critique américain Robert Archambeau, compte une quinzaine de recueils, et de nombreuses publications en revue (Action Poétique, The Honest Ulsterman, The Irish Press, The Irish Times, Kilkenny Magazine, Notre Dame Review, Paris/Atlantic, Poetry Ireland, Poetry Review, Poetry Salzburg Review, Pyramid, Shearsman, Threshold, La Traductière, West Coast Line, Angel Exhaust…). Geoffrey Squires est également traducteur de poésie persane, française, et gaélique. Il a publié récemment une traduction des Ghazals de Hafez en anglais (Hafez : Translations and interprétations of the Ghazals, Miami University Press, 2014), qui a obtenu "The Persian Translation Prize" de l'American Institue of Iranian Studies.

## Publications

### Poésie
- Sixteen Poems (Ulsterman Publications, Belfast, 1969)
- Drowned Stones (New Writers' Press, Dublin, 1975)
- Figures (Ulsterman Publications, Belfast, 1978)
- XXI Poems (Menard Press, London, 1980)
- Landscapes and Silences (New Writers' Press, Dublin, 1996)
- A long poem in three sections (Levraut de Poche/Form Books, London, 1997)
- This (1997)
- Poem for two voices (The Journal, Dublin, 1998)
- Untitled and other poems : 1975-2002 (Wild Honey Press, 2004)
- Lines (Shearsman Book Ltd, Exeter, 2006)
- So (Shearsman Books Ltd, Exeter, 2007)
- Abstract lyrics and other poems 2006-2012 (Wild Honey Press, 2012)
- Poem at the turn of the year (Wild Honey Press, 2012)

### En français
- Sans Titre, bilingue, traduit et préfacé par François Heusbourg (Éditions Unes, 2013)
- Paysages et Silences, bilingue, traduit par François Heusbourg (Éditions Unes, 2014)
- Pierres Noyées, bilingue, traduit par François Heusbourg (Éditions Unes, 2015)
- Poème en trois sections, bilingue, traduit par François Heusbourg (Éditions Unes, 2016)
- Silhouettes, bilingue, traduit par François Heusbourg (Éditions Unes, 2018)
- XXI poèmes, bilingue, traduit par François Heusbourg (Éditions Unes, 2021)
- Choix de poèmes, bilingue, traduit par François Heusbourg (Éditions Unes, 2018)